# Andreas Linfert

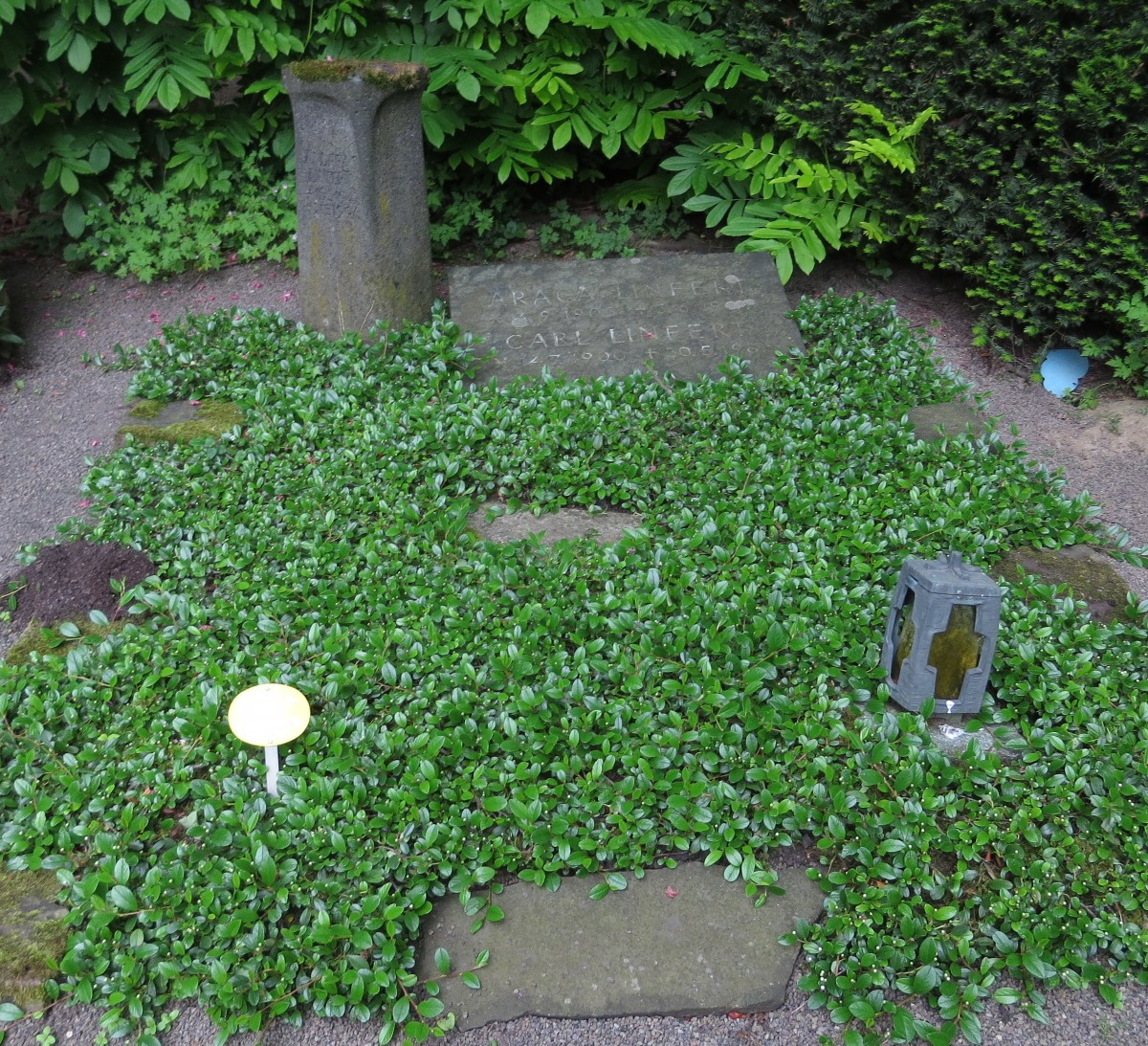
Grab der Familie Linfert (2015)

Andreas Linfert (* 15. Mai 1942 in Berlin; † 21. Mai 1996 in Köln) war ein deutscher Klassischer Archäologe.

## Leben
Aufgewachsen in Köln als Sohn des Kulturredakteurs Carl Linfert, wurde Andreas Linfert 1965 bei Walter-Herwig Schuchhardt an der Universität Freiburg promoviert und erhielt 1967/68 das Reisestipendium des Deutschen Archäologischen Instituts. Er war in Freiburg, Berlin und Athen tätig, bis er 1974 Assistent an der Universität zu Köln wurde und sich dort 1974 habilitierte. Ab 1976 war er in Köln außerplanmäßiger, ab 1982 ordentlicher Professor für Klassische Archäologie. Den Schwerpunkt von Linferts Tätigkeit bildete die antike Kunstgeschichte, insbesondere die Skulptur, daneben auch Wandmalerei.
Linfert wurde im Familiengrab auf dem Kölner Friedhof Melaten (Flur 88) beigesetzt.

## Schriften
- Von Polyklet zu Lysipp. Polyklets Schule und ihr Verhältnis zu Skopas von Paros. Gießen 1966. 2. Auflage Köln 1969.
- Römische Wandmalerei in den nordwestlichen Provinzen. Römisch-Germanisches Museum, Köln 1975.
- Kunstzentren hellenistischer Zeit. Studien an weiblichen Gewandfiguren. Wiesbaden, Steiner 1976, ISBN 3-515-02161-2.
- Die antiken Skulpturen des Musée Municipal von Château-Gontier. Zabern, Mainz 1992, ISBN 3-8053-1256-3.

## Weblink
- Literatur von und über Andreas Linfert im Katalog der Deutschen Nationalbibliothek

| Personendaten    | Personendaten                    |
| ---------------- | -------------------------------- |
| NAME             | Linfert, Andreas                 |
| KURZBESCHREIBUNG | deutscher Klassischer Archäologe |
| GEBURTSDATUM     | 15. Mai 1942                     |
| GEBURTSORT       | Berlin                           |
| STERBEDATUM      | 21. Mai 1996                     |
| STERBEORT        | Köln                             |